# Rușii-Mănăstioara
Rușii-Mănăstioara ([ˈruʃi ˈmənəstioara] Ausspracheⓘ; veraltet Ruși oder Roșiori; deutsch Ruß-Manastiora) ist ein rumänisches Dorf in der Gemeinde Udești im Kreis Suceava in der Region Bukowina.

## Geschichte
Der alte Name des Dorfes war Bezhaci. Unter diesem Namen wurde es von Ștefan cel Mare am 15. Juli 1445 erstmals urkundlich erwähnt. Am 24. September 1468 gewährte der Woiwode einem Șteful Cernătescul „auf Suceava Rusciori“ einen Siedlungsort. Am 23. März 1627 schenkte Miron Barnovschi das Dorf Rusi und 300 ungarische Jungsauen im Rahmen eines Gütertausches dem Lupu Balș, der es wiederum seinem Sohn Bejan vermachte. Die Volkszählung von Rumeanţev aus den Jahren 1772–1773 verzeichnet in Rușii-Mănăstioara ohne weitere Angaben 151 Häuser, 20 Diener und 60 Bauerndiener, 19 arme Frauen, 25 Zigeuner, 4 Priester und 23 alte Männer. 
Am 26. Februar 1812 verkaufte Vasile Balș, damals Baron und Rat des Gouvernements, die Dörfer Rușii-Mănăstioara und Mănăstioara an seinen Neffen Iordachi Balș, aber die Dörfer landeten schließlich am 14. Februar 1867 in fremden Händen.
 Ab 1897 gab es in Rușii-Mănăstioara eine Schule mit 2 Klassen. Am 18. September 1881 wurde die Kirche in Rus-Plavalari  durch freiwillige Beiträge gebaut.
 1906 erbaute man die Kirche der Heiligen Erzengel Michael und Gabriel.
Anfang der 1900er Jahre lebten im Ort auf einer Fläche von etwa 12 fălci (1 Falce = 1,432 ha) 418 Menschen.

## Persönlichkeiten
- Traian Popovici (1892–1946), rumänischer Anwalt und Bürgermeister von Czernowitz